# Мальдивцы

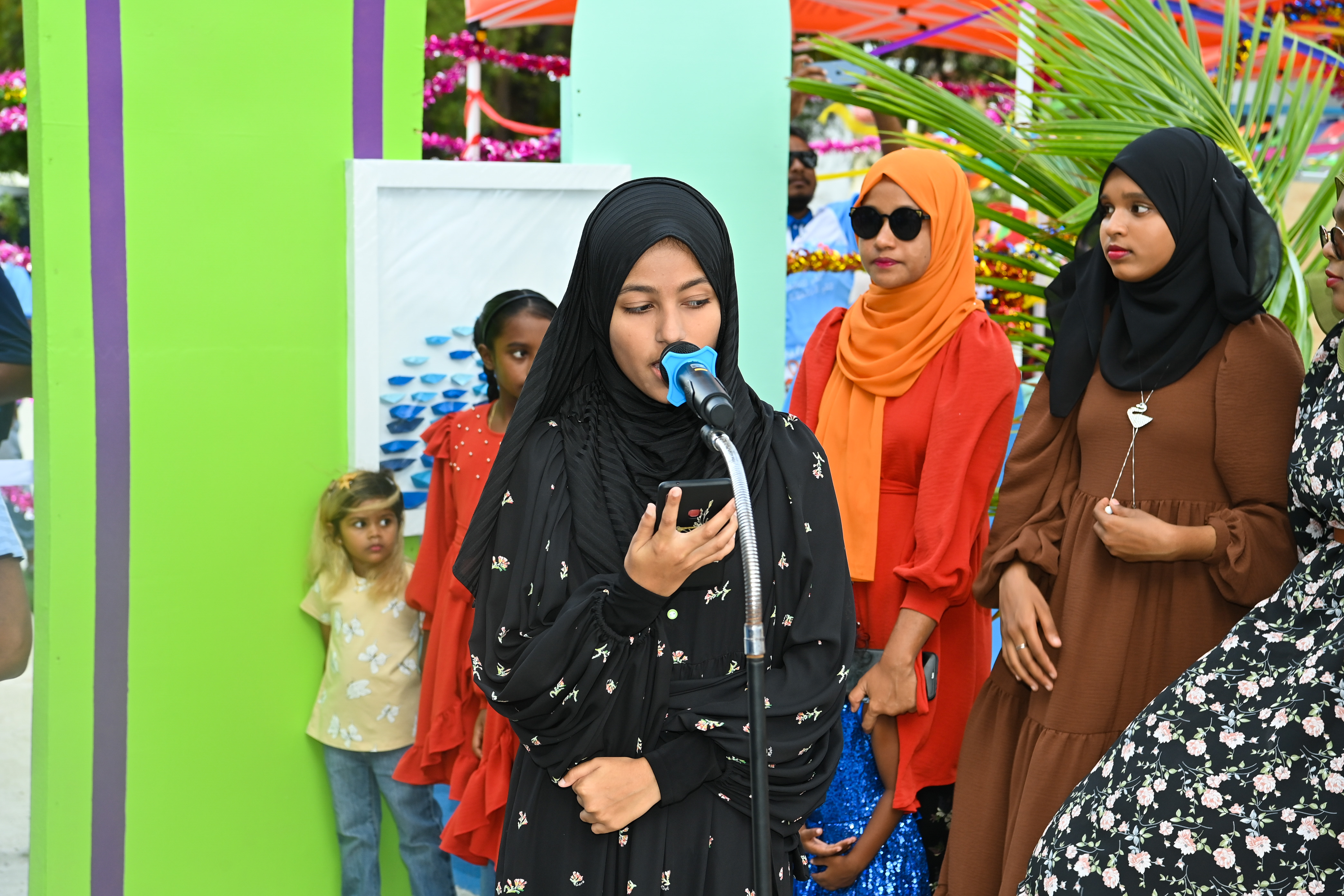
Мальдивские девушки

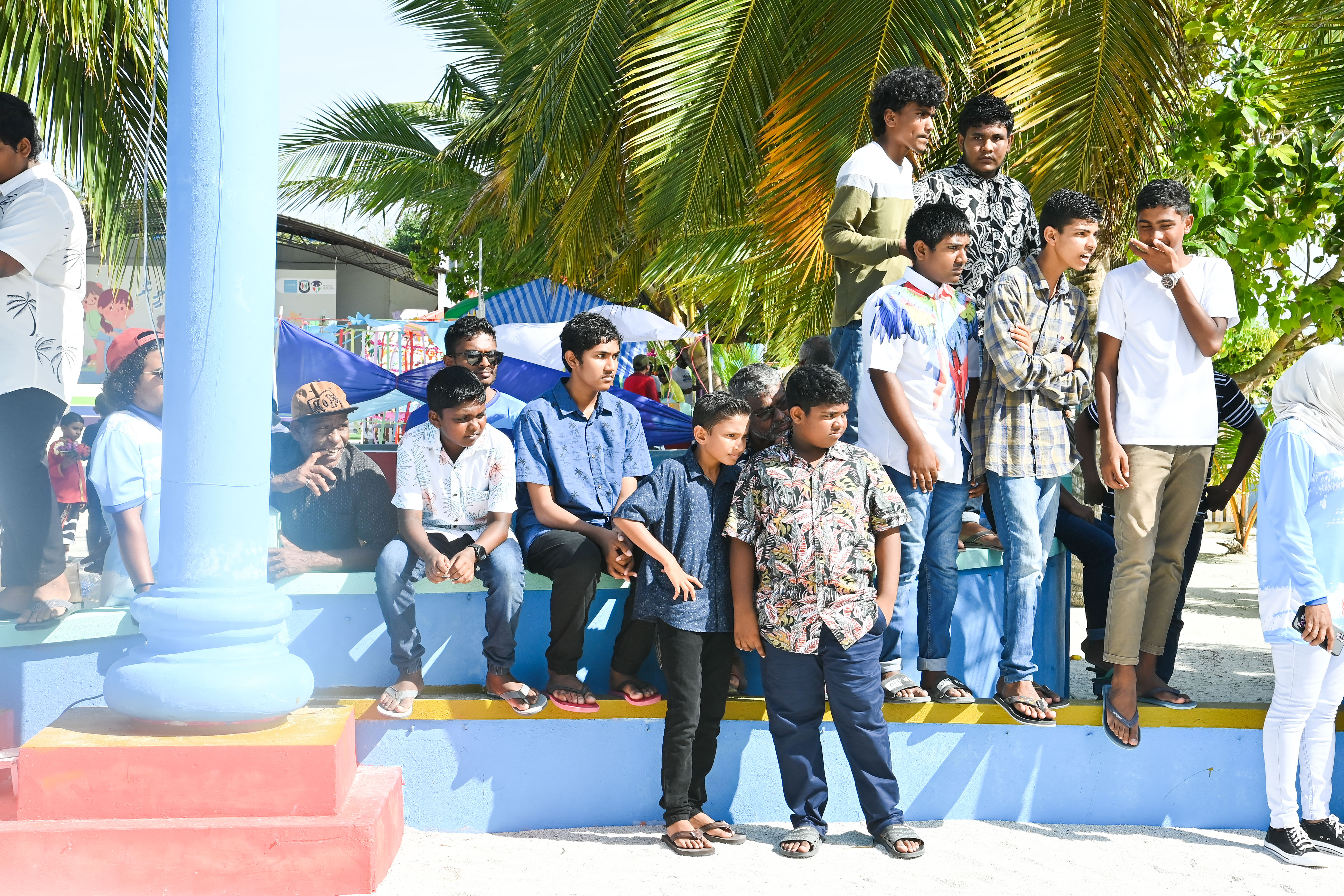
Мальдивские подростки

Мальдивцы (мальд. ދިވެހިން [diˈʋehiŋ] дивехи — «островитяне») — народ, населяющий Мальдивский архипелаг, или республику Мальдивы, расположенный в Индийском океане, к юго-западу от Шри-Ланки. Архипелаг состоит из 19 атоллов, объединяющих 1196 островов, из которых заселено около 200. Численность на Мальдивах — 344 023 чел., 20 000 проживают на Шри-Ланке, от 5 000 до 15 000 — в Индии.

## Язык и религия
Язык мальдивцев — мальдивский, относится к индоевропейской семье языков, к индоарийской ветви. Близок сингальскому и другим индоарийским языкам. Слово «дивехи» произведено от санскр. दिवा «дива» — остров, восходит к санскр. द्विपअ «двипа».
Национальная религия — ислам.

## История и происхождение
История колонизации Мальдивов теряется в веках. Первыми здесь появились сингалы, позже — арабы. В 1153 г. сюда прибыл марроканец Абул Барактул Барбари и быстро обратил буддистов в ислам. Эту дату мальдивцы и считают началом своей истории. Научно обоснованных данных о первых поселенцах нет. До XII века они исповедовали буддизм, перенимали у сингалов приёмы строительства дагоб — культовых построек.
Существует легенда. Цейлонский принц Коимала Кало женился на дочери короля Цейлона и отправился путешествовать. Он достиг о. Расгетиму, в атолле Северный Малосмадулу. Местные жители предлагали ему стать их правителем, но он отказался и последовал дальше. Вскоре он достиг о. Мале, где и остался. Его сын, Каламинджа, принял ислам и имя Мохаммад ул Абдул. Мальдивы стали султанатом.
В этногенезе мальдивцев участвовали сингалы, арабы, малайцы, тамилы.
С 1558 по 1573 страну захватили португальцы. Под предводительством Тхакуруфара аль Азама мальдивцы сумели изгнать их, обладая только луками и отравленными стрелами. В 1640 г. здесь появились голландцы, а в 1835 — англичане. В 1887 г. они навязали Мальдивам протекторат, под которым страна оставалась до получения независимости (1965 г.). В этот период правила проанглийски настроенная династия Диди. С 1968 г. Мальдивы провозглашены республикой во главе с президентом.

## Быт и культурные традиции
Традиционным видом транспорта являются повозки, запряженные быками.
Традиционный дом строится из листьев, которые сшиваются в широкие полотнища. Фундамент делается из кораллов.
Одежда — рубашка и саронг. Женщины прежде носили паранджу, теперь отказались. Её заменяет бантик.
Рис — основная пища островитян, но местная почва рис не родит, он завозится, обменивается на рыбу.
Из кокосов приготовляют масло, молоко, в пищу идет тертое ядро ореха. Из кокосов готовят напитки: тодди, типа пива, и арак, более крепкий. Но самим островитянам их употреблять запрещено: они идут на экспорт. Зато можно жевать дуфун — бетель, эта традиция широко распространена на многих островах Индийского и Тихого океанов. Национальные блюда — яйца и мясо черепах, рыба, один из основных видов — тунец.
Типовой рацион:
- завтрак (5.30) — чай, хлеб, рыба под приправой кари;
- обед (12.00) — рис, кари, особый вид хлеба «пан», кокосы;
- ужин (19.00) — хлеб с сушеной рыбой, бананы, иногда рыба с кари.

В деревне два главных лица — катиб, староста, и муддим, глава мусульманской общины.
В медицине применяется индийская традиция — аюрведа.